# Uperoleia glandulosa
Uperoleia glandulosa är en groddjursart som beskrevs av Davies, Mahony och Roberts 1985. Uperoleia glandulosa ingår i släktet Uperoleia och familjen Myobatrachidae. IUCN kategoriserar arten globalt som livskraftig. Inga underarter finns listade i Catalogue of Life.